# 隔田
隔田，是香港新界沙田九約之一，為隔田村和山廈圍的統稱，位於沙田區，鄰近車公廟。從前的田野於1980年代起陸續地被新翠邨和金獅花園所取代。

## 隔田的公共共屋邨及屋苑

### 居屋/私人屋苑
- 金獅花園

### 公共屋邨
- 新翠邨

## 社區設施
- 新翠中心
- 隔田遊樂場

## 教育
- 五育中學

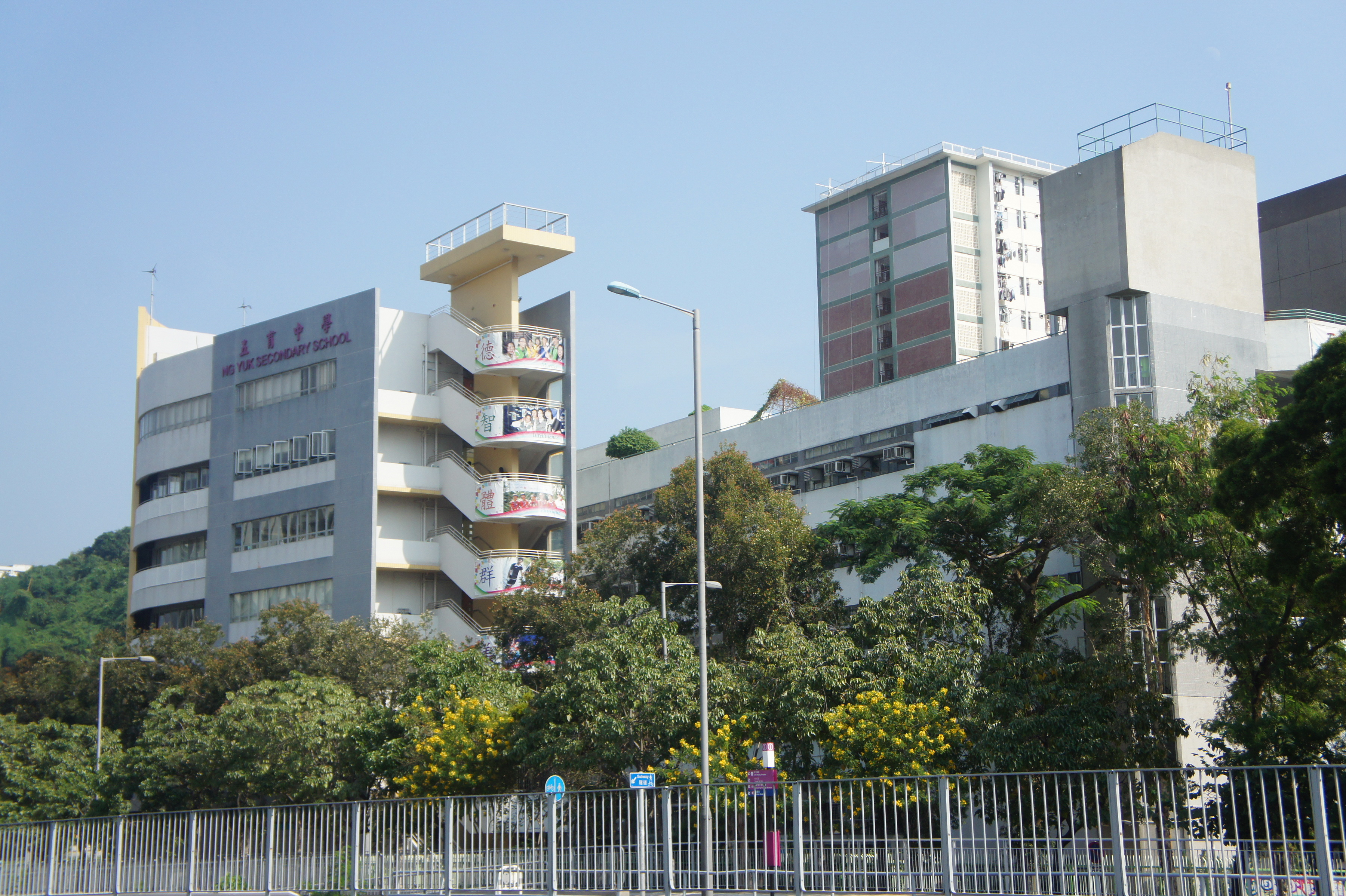
五育中學

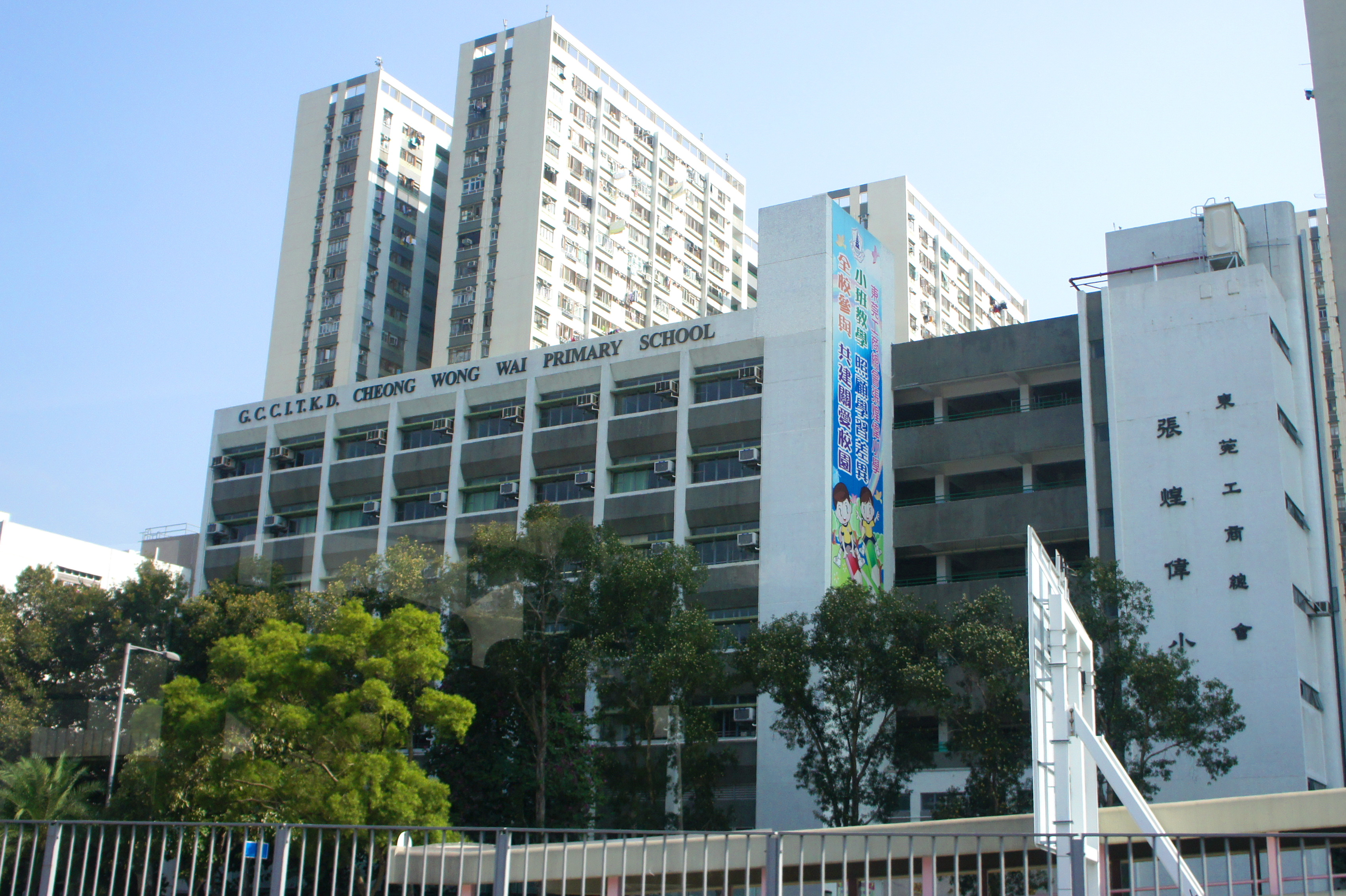
東莞工商總會張煌偉小學

- 沙田崇真中學（已於2011年9月遷至港鐵大圍車廠名城上蓋）
- 東莞工商總會張煌偉小學
- 循理會白普理基金循理小學
- 九龍城浸信會禧年（恩平）小學
- 東華三院馬陳景霞幼稚園
- 新九龍婦女會新翠幼兒園